# يا حمام القدس (أغنية)
يا حمام القدس أغنية ثورية تتغنى بالقدس وبالقضية الفلسطينية، أنتجتها ليبيا عام 1990 في سياق الانتفاضة الفلسطينية الأولى، كتبها ولحنها الشاعر الليبي علي الكيلاني، وأدتها أربع فنانات عربيات هن أمل عرفة وسوسن الحمامي وهدى العطار وخولة الراشدي.

## وصلات خارجية
- أغنية يا حمام القدس (يوتيوب)